# Partido Socialista Revolucionário dos Trabalhadores
O Partido Socialista Revolucionário dos Trabalhadores (em inglês Socialist Revolutionary Workers Party, abreviado como SRWP) é um partido político comunista e marxista-leninista sul-africano. O partido foi fundado em março de 2019 após uma convenção de pré-lançamento no final de 2018.

## História
As raízes do PSRT estão na saída do Sindicato Nacional dos Metalúrgicos da África do Sul do Congresso Sul-Africano de Sindicatos em 2013. A saída foi causada principalmente pelo crescente descontentamento do Sindicato dos Metalúrgicos com o Congresso Nacional Africano, que é apoiado pelo Congresso de Sindicatos através da Aliança Tripartite, junto com o Partido Comunista Sul-Africano. Após a saída o secretário geral do Sindicato dos Metalúrgicos Irvin Jim anunciou a formação de uma "nova frente unida". Junto com a nova Federação Sindical Sul-Africana, o PSRT seria parte dessa nova frente unida.
O lançamento em dezembro de 2018 contou com a presença de 1.100 delegados de todas as províncias sul-africanas em Boksburg, com delegações de associações de moradores e membros de sindicatos da Federação Sindical Sul-Africana presentes. O partido participou das eleições gerais da África do Sul em 2019 e das eleições nas nove províncias, mas não elegeu nenhum candidato.